# エール・イボワール
エール・イボワール（英語：Air Ivoire）はコートジボワールのアビジャン、フェリックス・ウフェ＝ボワニ国際空港を拠点した国営航空会社。2011年に倒産するまで西アフリカ・中部アフリカ・フランスに路線を広げていた。2012年、倒産したエール・イボワールに代わってエール・コートジボワールによる運航が始まった。

## 目的地
エール・イボワールは、2005年頃、以下の路線を運航していた。
- アクラ
- コトヌー
- コナクリ
- ダカール
- ドゥアラ
- ニアメ
- バマコ
- パリ
- マルセイユ
- モンロビア
- リーブルヴィル
- ロメ
- ワガドゥグー

## 保有機材
2008年1月現在。
- エアバス A319-100型機 1機
- エアバス A321-200型機 2機
- ボーイング747-300型機 1機
- フォッカー F28-4000型機 3機